# Lista foștilor membri ai Camerei Reprezentanților Statelor Unite ale Americii: J
Această este o listă a foștilor membri ai Camerei Reprezentanților Statelor Unite ale Americii al căror nume de familie începe cu litera J.
| Reprezentant             | Ani                             | Stat           | Partid               |
| ------------------------ | ------------------------------- | -------------- | -------------------- |
| Summers Melville Jack    | 1899-1903                       | Pennsylvania   | Republican           |
| William Jack             | 1841-1843                       | Pennsylvania   | Democrat             |
| Alfred Metcalf Jackson   | 1901-1903                       | Kansas         | Democrat             |
| Amos H. Jackson          | 1903-1905                       | Ohio           | Republican           |
| Andrew Jackson           | 1796-1797                       | Tennessee      | Democrat-Republican  |
| Donald L. Jackson        | 1947-1961                       | California     | Republican           |
| Ebenezer Jackson, Jr.    | 1834-1835                       | Connecticut    | Național Republican  |
| Fred S. Jackson          | 1911-1913                       | Kansas         | Republican           |
| Henry M. Jackson         | 1941-1953                       | Washington     | Democrat             |
| Jabez Y. Jackson         | 1835-1839                       | Georgia        | Democrat             |
| James Jackson            | 1789-1791                       | Georgia        | Anti-Administrație   |
| James Jackson            | 1857-1861                       | Georgia        | Democrat             |
| James M. Jackson         | 1889-1890                       | West Virginia  | Democrat             |
| James S. Jackson         | 1861                            | Kentucky       | Unionist             |
| Joseph Webber Jackson    | 1850-1851                       | Georgia        | Democrat             |
| Joseph Webber Jackson    | 1851-1853                       | Georgia        | Drepturilor Statlor  |
| Oscar L. Jackson         | 1885-1889                       | Pennsylvania   | Republican           |
| Richard Jackson, Jr.     | 1808-1815                       | Rhode Island   | Federalist           |
| William Jackson          | 1833-1837                       | Massachusetts  | Anti-Masonic         |
| William H. Jackson       | 1901-1905, 1907-1909            | Maryland       | Republican           |
| William Terry Jackson    | 1849-1851                       | New York       | Whig                 |
| Andrew Jacobs            | 1949-1951                       | Indiana        | Democrat             |
| Andrew Jacobs, Jr.       | 1965-1973, 1975-1997            | Indiana        | Democrat             |
| Ferris Jacobs, Jr.       | 1881-1883                       | New York       | Republican           |
| Israel Jacobs            | 1791-1793                       | Pennsylvania   | Pro-Administrație    |
| Bernhard M. Jacobsen     | 1931-1936                       | Iowa           | Democrat             |
| William S. Jacobsen      | 1937-1943                       | Iowa           | Democrat             |
| Henderson M. Jacoway     | 1911-1923                       | Arkansas       | Democrat             |
| Cornelius C. Jadwin      | 1881-1883                       | Pennsylvania   | Republican           |
| Addison James            | 1907-1909                       | Kentucky       | Republican           |
| Benjamin F. James        | 1949-1959                       | Pennsylvania   | Republican           |
| Craig T. James           | 1989-1993                       | Florida        | Republican           |
| Francis James            | 1839-1841                       | Pennsylvania   | Anti-Masonic         |
| Francis James            | 1841-1843                       | Pennsylvania   | Whig                 |
| Hinton James             | 1930-1931                       | North Carolina | Democrat             |
| Ollie M. James           | 1903-1913                       | Kentucky       | Democrat             |
| W. Frank James           | 1915-1935                       | Michigan       | Republican           |
| John Jameson             | 1839-1841, 1843-1845, 1847-1849 | Missouri       | Democrat             |
| William D. Jamieson      | 1909-1911                       | Iowa           | Democrat             |
| Henry F. Janes           | 1834-1837                       | Vermont        | Anti-Masonic         |
| Bill Janklow             | 2003-2004                       | South Dakota   | Republican           |
| John Jarman              | 1951-1975                       | Oklahoma       | Democrat             |
| John Jarman              | 1975-1977                       | Oklahoma       | Republican           |
| Pete Jarman              | 1937-1949                       | Alabama        | Democrat             |
| Benjamin Jarrett         | 1937-1943                       | Pennsylvania   | Republican           |
| Leonard Jarvis           | 1829-1837                       | Maine          | Democrat             |
| Jacob K. Javits          | 1947-1954                       | New York       | Republican           |
| Albert W. Jefferis       | 1919-1923                       | Nebraska       | Republican           |
| Lamar Jeffers            | 1921-1935                       | Alabama        | Democrat             |
| Elza Jeffords            | 1883-1885                       | Mississippi    | Republican           |
| Jim Jeffords             | 1975-1989                       | Vermont        | Republican           |
| Harry P. Jeffrey         | 1943-1945                       | Ohio           | Republican           |
| James Edmund Jeffries    | 1979-1983                       | Kansas         | Republican           |
| Walter S. Jeffries       | 1939-1941                       | New Jersey     | Republican           |
| Thomas A. Jenckes        | 1863-1871                       | Rhode Island   | Republican           |
| Virginia E. Jenckes      | 1933-1939                       | Indiana        | Democrat             |
| Daniel Jenifer           | 1831-1833, 1835-1837            | Maryland       | Național Republican  |
| Daniel Jenifer           | 1837-1841                       | Maryland       | Whig                 |
| Edward H. Jenison        | 1947-1953                       | Illinois       | Republican           |
| Ed Jenkins               | 1977-1993                       | Georgia        | Democrat             |
| John J. Jenkins          | 1895-1909                       | Wisconsin      | Republican           |
| Mitchell Jenkins         | 1947-1949                       | Pennsylvania   | Republican           |
| Robert Jenkins           | 1807-1811                       | Pennsylvania   | Federalist           |
| Thomas A. Jenkins        | 1925-1959                       | Ohio           | Republican           |
| William L. Jenkins       | 1997-2007                       | Tennessee      | Republican           |
| Arthur B. Jenks          | 1937-1938, 1939-1943            | New Hampshire  | Republican           |
| George A. Jenks          | 1875-1877                       | Pennsylvania   | Democrat             |
| Michael H. Jenks         | 1843-1845                       | Pennsylvania   | Whig                 |
| David Jennings           | 1825-1826                       | Ohio           | Național Republican  |
| John Jennings, Jr.       | 1939-1951                       | Tennessee      | Republican           |
| Jonathan Jennings        | 1822-1825                       | Indiana        | Democrat-Republican  |
| Jonathan Jennings        | 1825-1831                       | Indiana        | Național Republican  |
| William Pat Jennings     | 1955-1967                       | Virginia       | Democrat             |
| John Jenrette            | 1975-1980                       | South Carolina | Democrat             |
| Ben F. Jensen            | 1939-1965                       | Iowa           | Republican           |
| Thomas M. Jett           | 1897-1903                       | Illinois       | Democrat             |
| Hugh J. Jewett           | 1873-1874                       | Ohio           | Democrat             |
| Joshua H. Jewett         | 1855-1859                       | Kentucky       | Democrat             |
| Luther Jewett            | 1815-1817                       | Vermont        | Federalist           |
| Charles S. Joelson       | 1961-1969                       | New Jersey     | Democrat             |
| August E. Johansen       | 1955-1965                       | Michigan       | Republican           |
| Chris John               | 1997-2005                       | Louisiana      | Democrat             |
| Joshua L. Johns          | 1939-1943                       | Wisconsin      | Republican           |
| Kensey Johns, Jr.        | 1827-1831                       | Delaware       | Național Republican  |
| Adna R. Johnson          | 1909-1911                       | Ohio           | Republican           |
| Albert Johnson           | 1913-1933                       | Washington     | Republican           |
| Albert W. Johnson        | 1963-1977                       | Pennsylvania   | Republican           |
| Andrew Johnson           | 1843-1853                       | Tennessee      | Democrat             |
| Anton J. Johnson         | 1939-1949                       | Illinois       | Republican           |
| Ben Johnson              | 1907-1927                       | Kentucky       | Democrat             |
| Byron L. Johnson         | 1959-1961                       | Colorado       | Democrat             |
| Calvin D. Johnson        | 1943-1945                       | Illinois       | Republican           |
| Cave Johnson             | 1829-1837, 1839-1845            | Tennessee      | Democrat             |
| Charles Johnson          | 1801-1802                       | North Carolina | Democrat-Republican  |
| Dewey Johnson            | 1937-1939                       | Minnesota      | Țărănist-Muncitoresc |
| Don Johnson, Jr.         | 1993-1995                       | Georgia        | Democrat             |
| Francis Johnson          | 1820-1825                       | Kentucky       | Democrat-Republican  |
| Francis Johnson          | 1825-1827                       | Kentucky       | Național Republican  |
| Fred G. Johnson          | 1929-1931                       | Nebraska       | Republican           |
| George W. Johnson        | 1923-1925, 1933-1943            | West Virginia  | Democrat             |
| Glen D. Johnson          | 1947-1949                       | Oklahoma       | Democrat             |
| Grove L. Johnson         | 1895-1897                       | California     | Republican           |
| Harold T. Johnson        | 1959-1981                       | California     | Democrat             |
| Harvey H. Johnson        | 1853-1855                       | Ohio           | Democrat             |
| Henry Johnson            | 1834-1839                       | Louisiana      | Whig                 |
| Henry U. Johnson         | 1891-1899                       | Indiana        | Republican           |
| J. Leroy Johnson         | 1943-1957                       | California     | Republican           |
| Jacob Johnson            | 1913-1915                       | Utah           | Republican           |
| James Johnson            | 1825-1826                       | Kentucky       | Democrat             |
| James Johnson            | 1851-1853                       | Georgia        | Unionist             |
| James Augustus Johnson   | 1867-1871                       | California     | Democrat             |
| James Hutchins Johnson   | 1845-1849                       | New Hampshire  | Democrat             |
| James Leeper Johnson     | 1849-1851                       | Kentucky       | Whig                 |
| James Paul Johnson       | 1973-1981                       | Colorado       | Republican           |
| Jay W. Johnson           | 1997-1999                       | Wisconsin      | Democrat             |
| Jed Johnson              | 1927-1947                       | Oklahoma       | Democrat             |
| Jed Johnson, Jr.         | 1965-1967                       | Oklahoma       | Democrat             |
| John Johnson             | 1851-1853                       | Ohio           | Independent Democrat |
| John T. Johnson          | 1821-1825                       | Kentucky       | Democrat-Republican  |
| Joseph T. Johnson        | 1901-1915                       | South Carolina | Democrat             |
| Lester Johnson           | 1953-1965                       | Wisconsin      | Democrat             |
| Luther Johnson           | 1923-1946                       | Texas          | Democrat             |
| Lyndon Johnson           | 1937-1949                       | Texas          | Democrat             |
| Magnus Johnson           | 1933-1935                       | Minnesota      | Țărănist-Muncitoresc |
| Martin N. Johnson        | 1891-1899                       | North Dakota   | Republican           |
| Nancy Johnson            | 1983-2007                       | Connecticut    | Republican           |
| Noble J. Johnson         | 1925-1931, 1939-1948            | Indiana        | Republican           |
| Paul B. Johnson, Sr.     | 1919-1923                       | Mississippi    | Democrat             |
| Perley B. Johnson        | 1843-1845                       | Ohio           | Whig                 |
| Philip Johnson           | 1861-1867                       | Pennsylvania   | Democrat             |
| Richard M. Johnson       | 1807-1819, 1829-1837            | Kentucky       | Democrat-Republican  |
| Robert Davis Johnson     | 1931-1933                       | Missouri       | Democrat             |
| Robert Ward Johnson      | 1847-1853                       | Arkansas       | Democrat             |
| Royal C. Johnson         | 1915-1933                       | South Dakota   | Republican           |
| Thomas F. Johnson        | 1959-1963                       | Maryland       | Democrat             |
| Tim Johnson              | 1987-1997                       | South Dakota   | Democrat             |
| Tom L. Johnson           | 1891-1895                       | Ohio           | Democrat             |
| William Cost Johnson     | 1833-1835                       | Maryland       | Național Republican  |
| William Cost Johnson     | 1837-1843                       | Maryland       | Whig                 |
| William Richard Johnson  | 1925-1933                       | Illinois       | Republican           |
| William Ward Johnson     | 1941-1945                       | California     | Republican           |
| David E. Johnston        | 1899-1901                       | West Virginia  | Democrat             |
| Harry Johnston           | 1989-1997                       | Florida        | Democrat             |
| James T. Johnston        | 1885-1889                       | Indiana        | Republican           |
| Josiah S. Johnston       | 1821-1823                       | Louisiana      | Democrat-Republican  |
| Rowland Louis Johnston   | 1929-1931                       | Missouri       | Republican           |
| Thomas D. Johnston       | 1885-1889                       | North Carolina | Democrat             |
| Walter E. Johnston III   | 1981-1983                       | North Carolina | Republican           |
| William Johnston         | 1863-1865                       | Ohio           | Democrat             |
| George Johnstone         | 1891-1893                       | South Carolina | Democrat             |
| John L. Jolley           | 1891-1893                       | South Dakota   | Republican           |
| Charles A. Jonas         | 1929-1931                       | North Carolina | Republican           |
| Charles R. Jonas         | 1953-1973                       | North Carolina | Republican           |
| Edgar A. Jonas           | 1949-1955                       | Illinois       | Republican           |
| Alexander H. Jones       | 1868-1871                       | North Carolina | Republican           |
| Ben Jones                | 1989-1993                       | Georgia        | Democrat             |
| Benjamin Jones           | 1833-1837                       | Ohio           | Democrat             |
| Burr W. Jones            | 1883-1885                       | Wisconsin      | Democrat             |
| Ed Jones                 | 1969-1989                       | Tennessee      | Democrat             |
| Evan J. Jones            | 1919-1923                       | Pennsylvania   | Republican           |
| Francis Jones            | 1817-1823                       | Tennessee      | Democrat-Republican  |
| Frank Jones              | 1875-1879                       | New Hampshire  | Democrat             |
| George W. Jones          | 1843-1859                       | Tennessee      | Democrat             |
| George W. Jones          | 1879-1883                       | Texas          | Greenbacker          |
| Hamilton C. Jones        | 1947-1953                       | North Carolina | Democrat             |
| Homer Jones              | 1947-1949                       | Washington     | Republican           |
| Isaac Dashiell Jones     | 1841-1843                       | Maryland       | Whig                 |
| J. Glancy Jones          | 1851-1853, 1854-1858            | Pennsylvania   | Democrat             |
| James Jones              | 1799-1801                       | Georgia        | Federalist           |
| James H. Jones           | 1883-1887                       | Texas          | Democrat             |
| James Kimbrough Jones    | 1881-1885                       | Arkansas       | Democrat             |
| James Robert Jones       | 1973-1987                       | Oklahoma       | Democrat             |
| James T. Jones           | 1877-1879, 1883-1889            | Alabama        | Democrat             |
| John James Jones         | 1859-1861                       | Georgia        | Democrat             |
| John Marvin Jones        | 1917-1940                       | Texas          | Democrat             |
| John S. Jones            | 1877-1879                       | Ohio           | Republican           |
| John William Jones       | 1847-1849                       | Georgia        | Whig                 |
| Owen Jones               | 1857-1859                       | Pennsylvania   | Democrat             |
| Paul C. Jones            | 1948-1969                       | Missouri       | Democrat             |
| Phineas Jones            | 1881-1883                       | New Jersey     | Republican           |
| Robert E. Jones, Jr.     | 1947-1977                       | Alabama        | Democrat             |
| Robert Franklin Jones    | 1939-1947                       | Ohio           | Republican           |
| Roland Jones             | 1853-1855                       | Louisiana      | Democrat             |
| Seaborn Jones            | 1833-1835, 1845-1847            | Georgia        | Democrat             |
| Thomas L. Jones          | 1867-1871, 1875-1877            | Kentucky       | Democrat             |
| Walter B. Jones, Sr.     | 1966-1992                       | North Carolina | Democrat             |
| Wesley Livsey Jones      | 1899-1909                       | Washington     | Republican           |
| William Jones            | 1801-1803                       | Pennsylvania   | Democrat-Republican  |
| William Carey Jones      | 1897-1899                       | Washington     | Silver Republican    |
| Woodrow W. Jones         | 1950-1957                       | North Carolina | Democrat             |
| Bartel J. Jonkman        | 1940-1949                       | Michigan       | Republican           |
| Jim Jontz                | 1987-1993                       | Indiana        | Democrat             |
| Barbara Jordan           | 1973-1979                       | Texas          | Democrat             |
| Isaac M. Jordan          | 1883-1885                       | Ohio           | Democrat             |
| Edwin J. Jorden          | 1895                            | Pennsylvania   | Republican           |
| Henry L. Jost            | 1923-1925                       | Missouri       | Democrat             |
| Charles F. Joy           | 1893-1894, 1895-1903            | Missouri       | Republican           |
| Charles H. Joyce         | 1875-1883                       | Vermont        | Republican           |
| James Joyce              | 1909-1911                       | Ohio           | Republican           |
| Norman B. Judd           | 1867-1871                       | Illinois       | Republican           |
| Walter Judd              | 1943-1963                       | Minnesota      | Republican           |
| Andrew T. Judson         | 1835-1836                       | Connecticut    | Democrat             |
| George Washington Julian | 1849-1851                       | Indiana        | Free Soiler          |
| George Washington Julian | 1861-1871                       | Indiana        | Republican           |
| Benjamin F. Junkin       | 1859-1861                       | Pennsylvania   | Republican           |
| Niels Juul               | 1917-1921                       | Illinois       | Republican           |